# Małe Pieniny

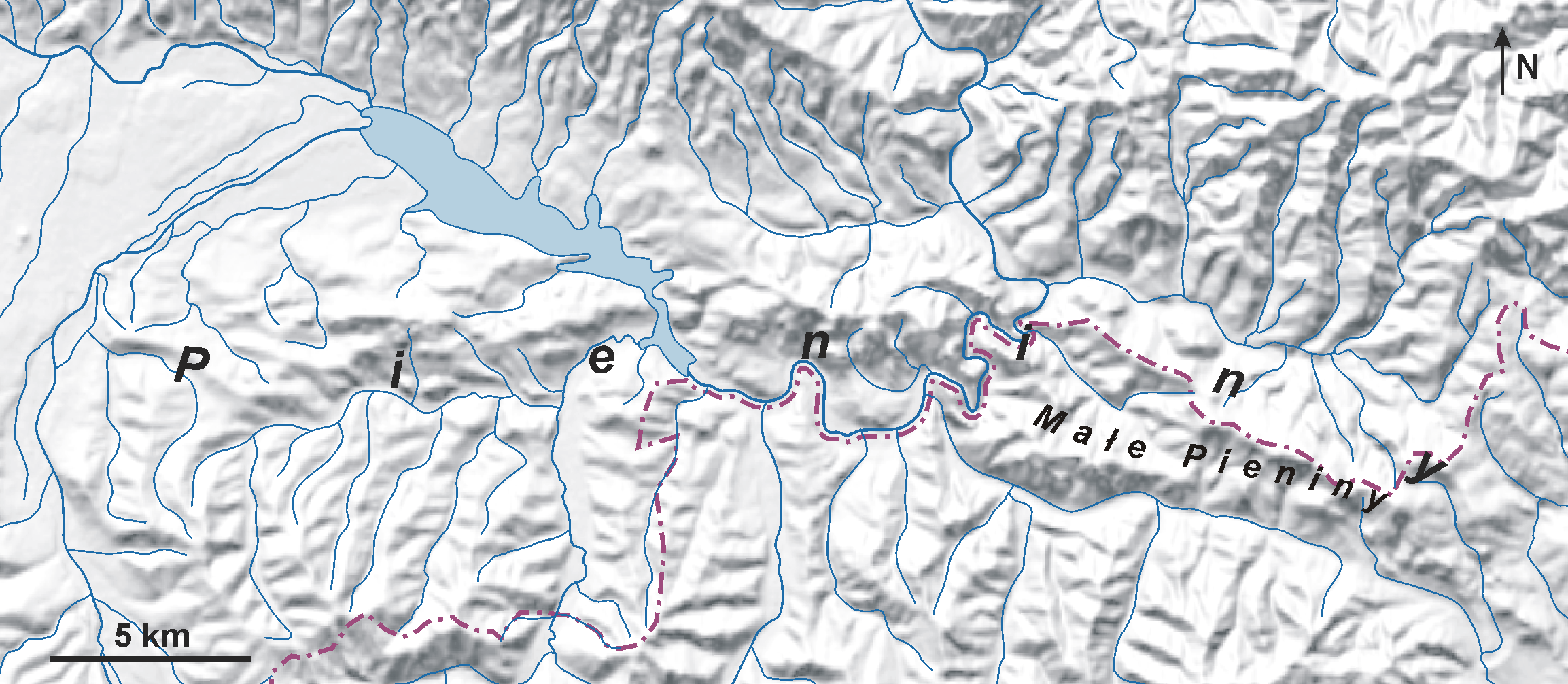
Mapa Pienin z cieniowaną rzeźbą terenu

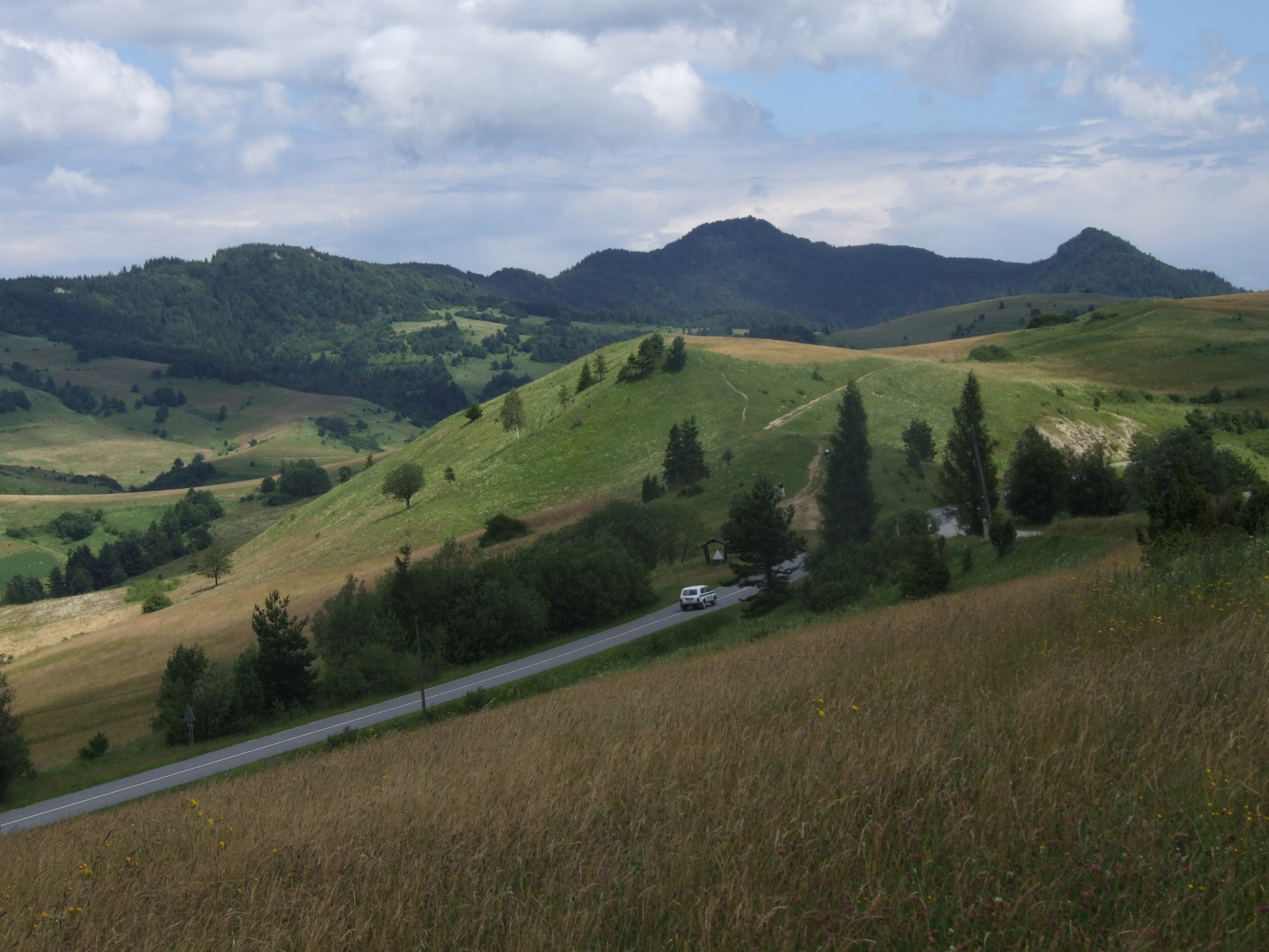
Małe Pieniny, widok z płd.-zach. strony

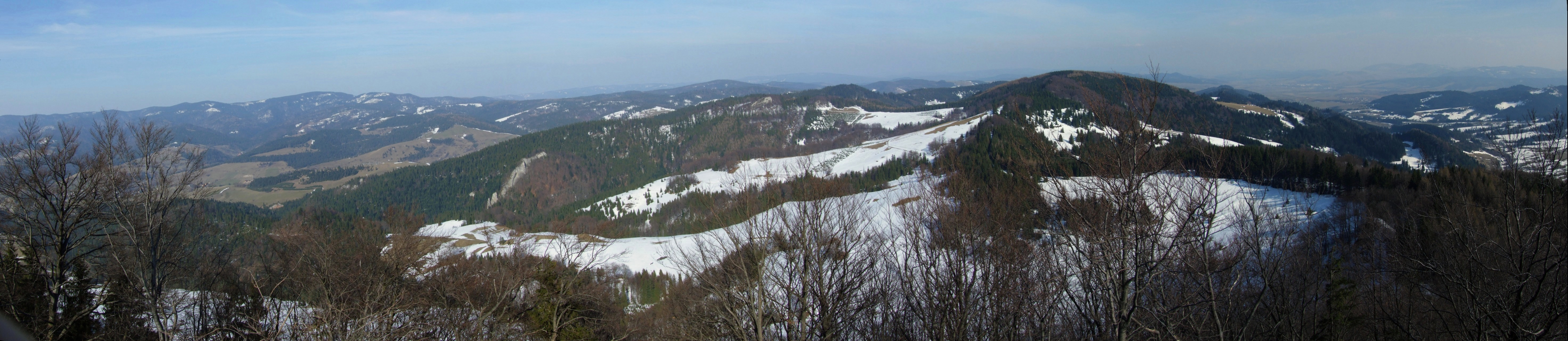
Małe Pieniny i Beskid Sądecki

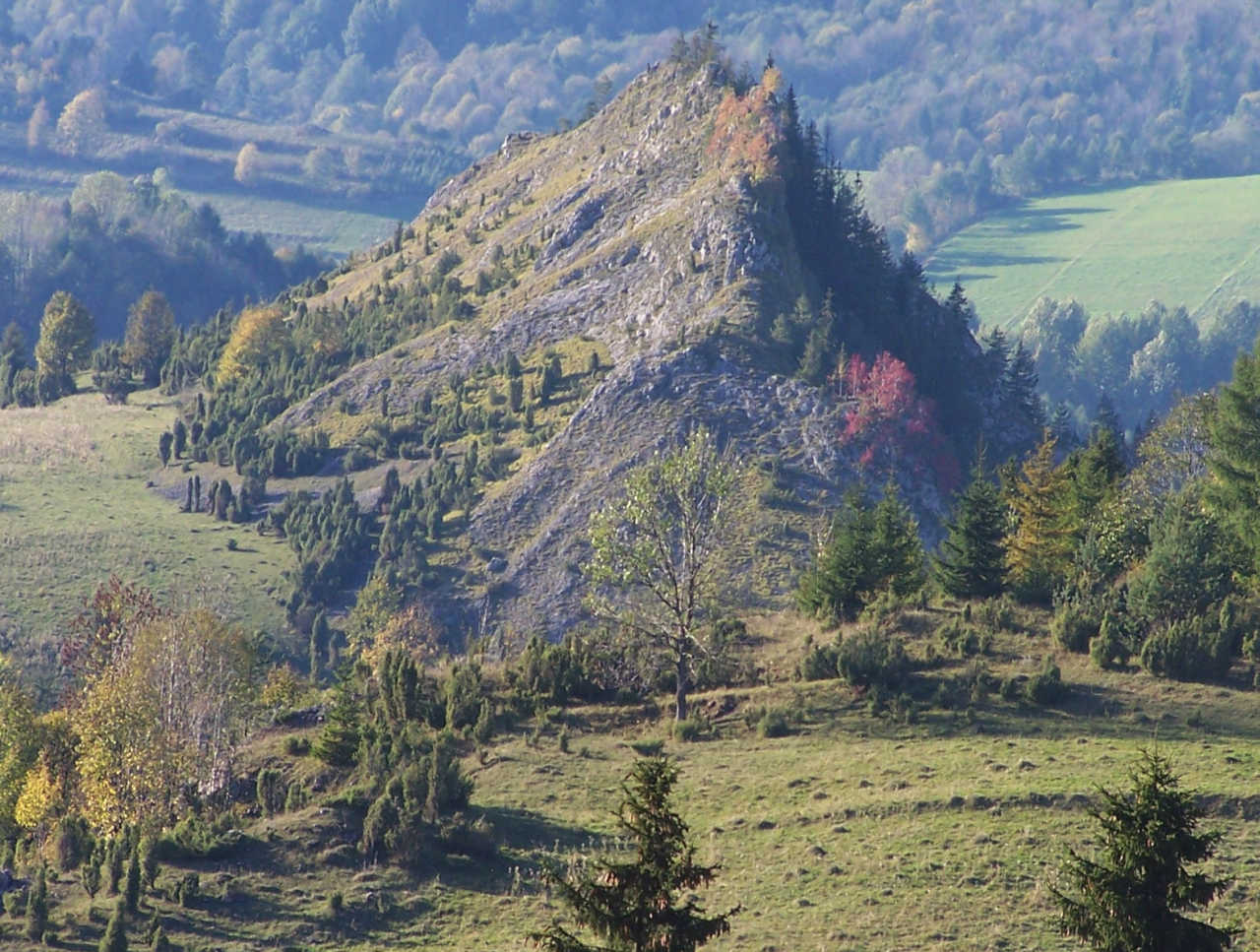
Smolegowa Skała w Białej Wodzie

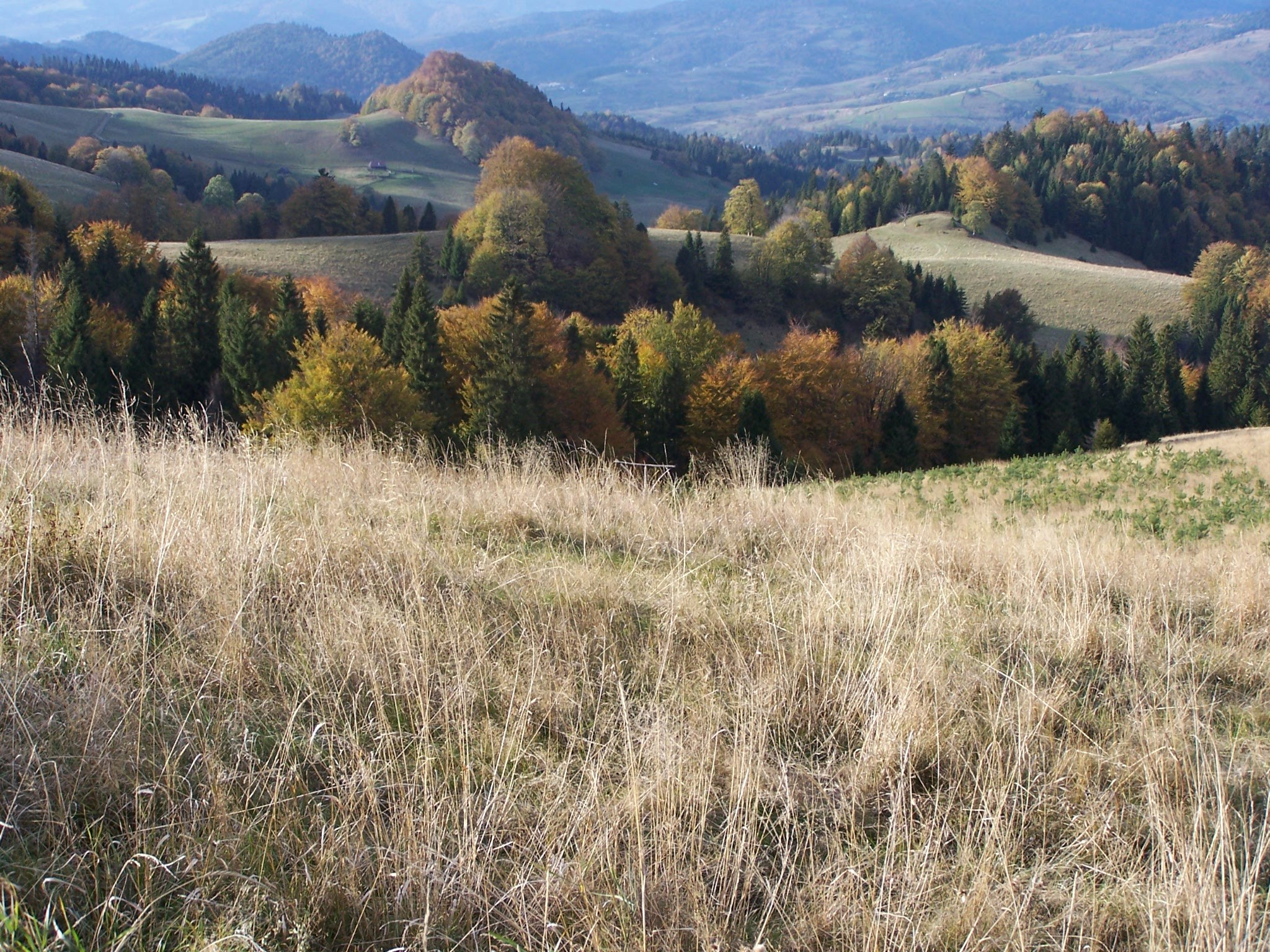
Widok z polany pod Watriskiem

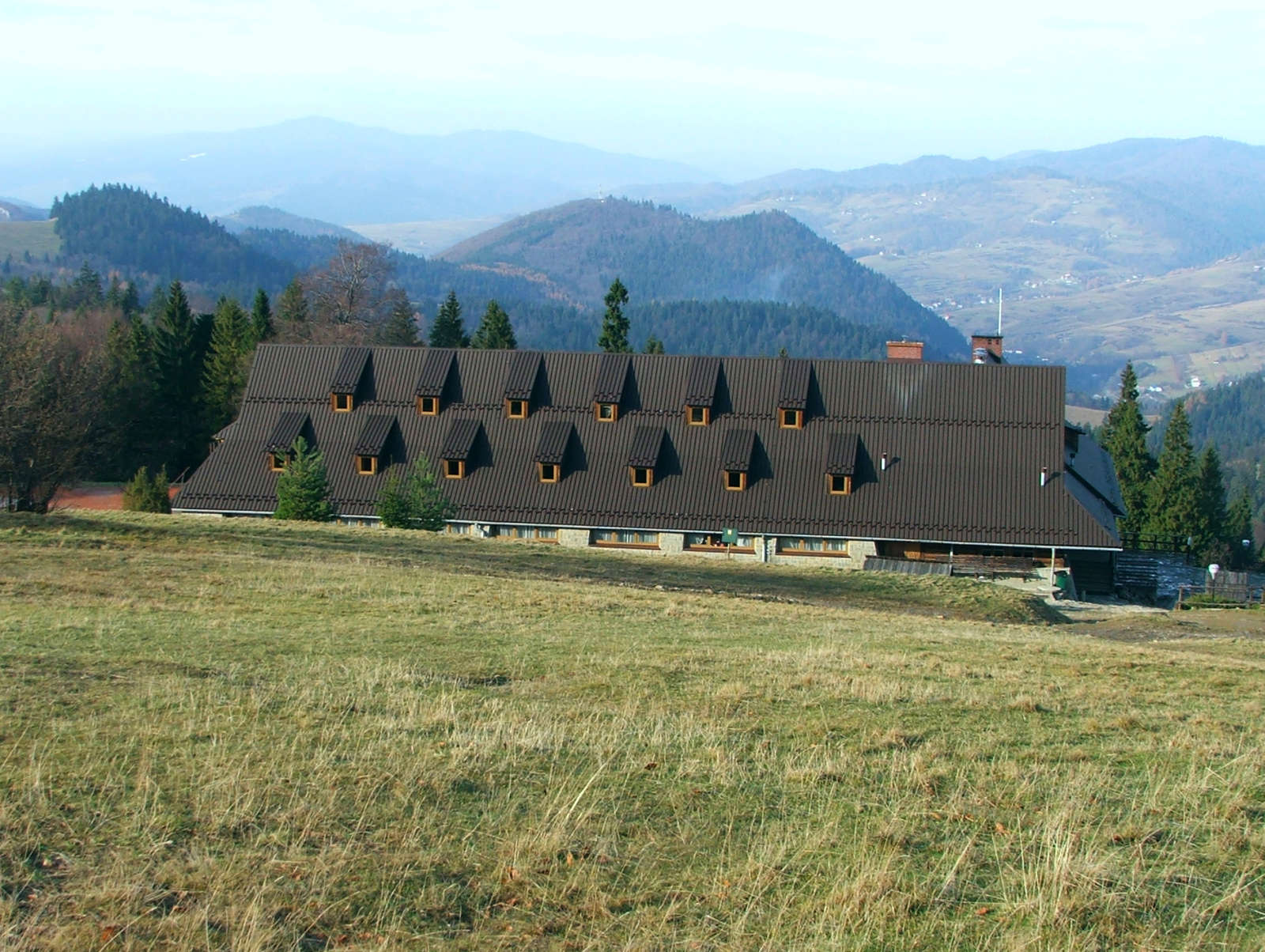
Schronisko pod Durbaszką

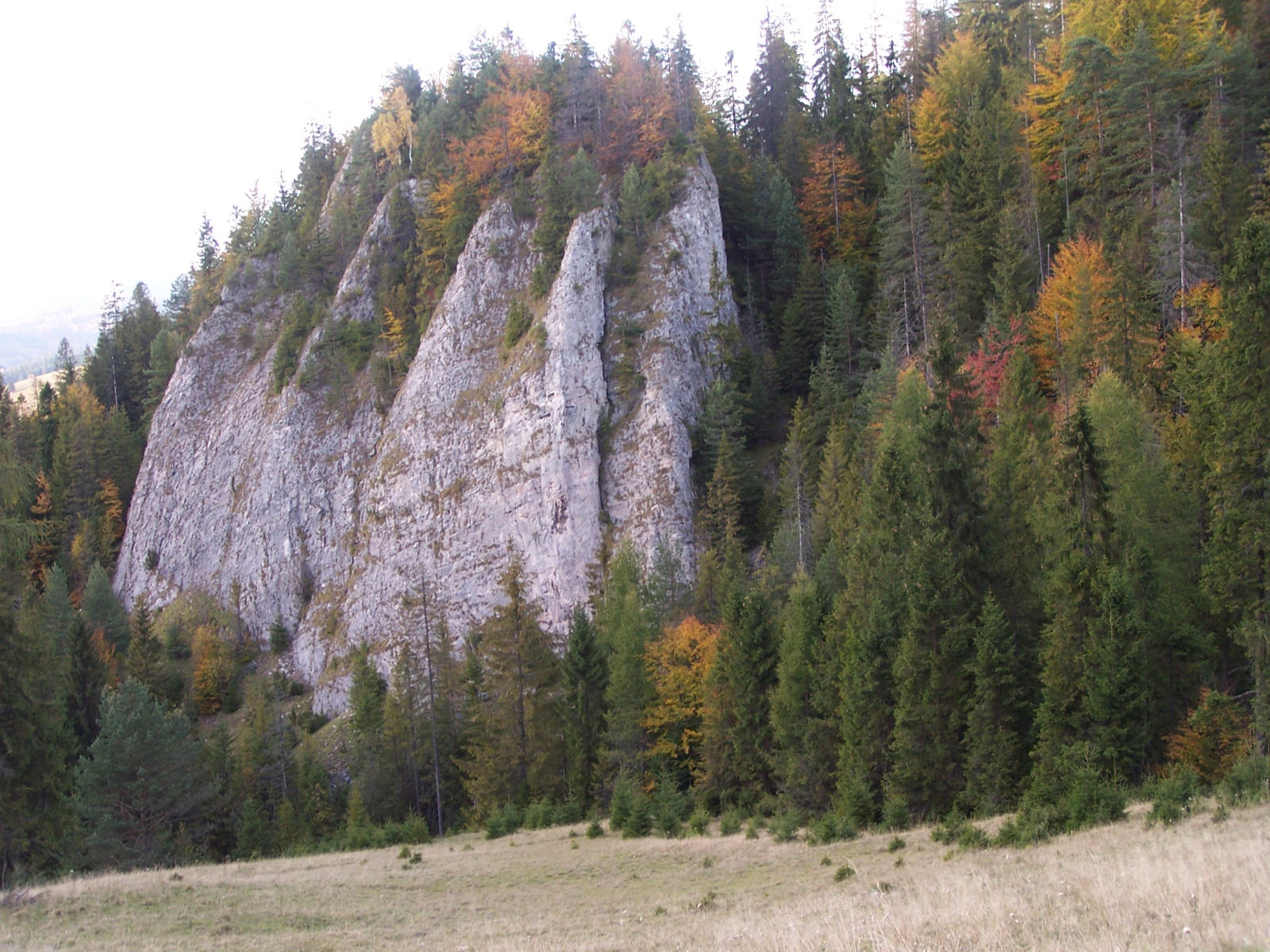
Brysztańskie Skały

Małe Pieniny – wschodnia część pasma Pienin, ciągnąca się od Przełomu Dunajca do miejscowości Jarzębina na Słowacji. Nazwa pojawiła się dopiero w połowie XIX wieku, w dokumentach z XVIII w. występowała nazwa Szlachtowskie Góry.

## Topografia
Małe Pieniny mają długość 14 km, szerokość 4 km, grzbietem biegnie granica między Polską a Słowacją. Przez wielu topografów do Małych Pienin włączana jest też położona całkowicie na Słowacji Grupa Golicy, niektórzy jednak uważają, że pod względem budowy, flory i krajobrazu należy ona do Pienin Właściwych, inni jeszcze wydzielają ją w odrębną grupę. Granicę między Beskidem Sądeckim a Małymi Pieninami tworzy dolina Grajcarka i jego dopływu Białej Wody do Kociubylskiej Skały, dalej Przełęcz Rozdziela, a po słowackiej stronie potoki Rozdziel i Wielki Lipnik. Wapienne skały znajdujące się po północnej stronie doliny Białej Wody, mimo że topograficznie przynależą do Beskidu Sądeckiego, strukturalnie i geologicznie są częścią Małych Pienin. Od Grupy Golicy Małe Pieniny oddzielają dolina Leśnego Potoku i Przełęcz pod Tokarnią, od Magury Spiskiej dolina potoku Lipnik, Stráňanské sedlo i dolina potoku Kamienka.

## Fizjografia
Pasmo to charakteryzują duże wysokości względne, średnio wynoszą one 300 m, ale dochodzą do 500 m. Najwyższym szczytem, będącym jednocześnie najwyższym w całych Pieninach, są Wysokie Skałki, zwane też Wysoką (1052 m). Występuje tu wiele wapiennych wzniesień o ostro zarysowanych kształtach i gołych ścianach: (Bystrzyk, Łaźne Skały, Rabsztyn i in.), we wschodniej części ten skalisty charakter stopniowo się zatraca i szczyty zaczynają swoim wyglądem przypominać typowe wzniesienia Beskidów. Stoki południowe są bardziej strome od północnych, te zaś porozcinane są dolinami, które są szerokie w swoim obszarze źródliskowym, wąskie natomiast u wylotu. Cieki wodne tworzą gęstą sieć (3,15 km/km²). Głównymi rzekami i potokami odwadniającymi to pasmo po zachodniej stronie są: Grajcarek, Leśny Potok i Lipnik, wszystkie uchodzą do Dunajca. Wschodnią, słowacką część odwadniają potoki Kamienka i Wielki Lipnik znajdujące się w zlewni Popradu.

## Przyroda
Szata roślinna jest wyraźnie uboższa niż w innych częściach Pienin, została bowiem silnie przekształcona w wyniku działalności człowieka. Występują tutaj liczne łąki i pastwiska, we wschodniej części rosną lasy, głównie świerkowe, powstałe również w wyniku działalności człowieka. Największą domieszkę tworzy w nich buk. Jedyny naturalny fragment lasu świerkowego występuje na północnych stokach Wysokiej. Najciekawsza flora zachowała się w trudno dostępnych stokach Bystrzyka i skałach Przełomu Leśnickiego Potoku oraz Wąwozu Homole. Nigdzie jednak w Małych Pieninach nie występuje chryzantema Zawadzkiego (w Polsce znana tylko z Pienin), natomiast na niedostępnej północnej ścianie Smolegowej Skały odkryto reliktowe stanowisko 4 gatunków roślin, z których trzy poza Tatrami i Smolegową Skałą nigdzie w Polsce nie występują. Słowacka strona Małych Pienin należy do słowackiego Pienińskiego Parku Narodowego, natomiast w Polsce utworzono kilka rezerwatów przyrody:
- rezerwat przyrody Biała Woda
- rezerwat przyrody Wąwóz Homole
- rezerwat przyrody Wysokie Skałki
- rezerwat przyrody Zaskalskie-Bodnarówka[1]

## Historia
Ślady osadnictwa z epoki brązu odkryto na Jarmucie i w Wąwozie Homole. Istnieją przesłanki wskazujące, że Leśnica istniała już w 1297, Czerwony Klasztor założony został w 1319, istnienie Szczawnicy potwierdzają dokumenty z 1413, jeszcze później powstały Szlachtowa i Jaworki. Te dwie ostatnie miejscowości wraz z Białą Wodą i Czarną Wodą tworzyły enklawę łemkowskiej ludności nazywanej Rusią Szlachtowską, wchodzącą w skład klucza Nawojowej. Jej mieszkańcy zajmowali się głównie rolnictwem i pasterstwem, po zakończeniu prac polowych zaś wędrownym drutowaniem garnków. Po wojnie ludność tych miejscowości w ramach Akcji Wisła została wysiedlona, a osiedlili się tutaj polscy osadnicy, głównie z Podhala. Łemkowie po słowackiej stronie pozostali na swojej ojcowiźnie.

## Turystyka
Małe Pieniny są atrakcyjnym terenem dla uprawiania turystyki pieszej, rowerowej i narciarskiej (miejscowości Szczawnica i Jaworki).
Praktycznie całą granią Małych Pienin prowadzi niebieski szlak turystyczny, przedłużenie szlaku wiodącego Pieninami Właściwymi. Trasa jest bardzo atrakcyjna krajobrazowo, w większości poprowadzona terenami odkrytymi z rozległymi widokami na Tatry, Gorce, Beskid Sądecki, Beskid Wyspowy oraz góry na Słowacji: Góry Lewockie (Levočské Vrchy), Magurę Spiską (Spišská Magura), Góry Czerchowskie (Čergov) i zaliczane według Jerzego Kondrackiego do Beskidu Sądeckiego Góry Lubowelskie (Ľubovnianska vrchovina).
Szlaki turystyczne
Na grzbiet Małych Pienin dotrzeć można kilkoma szlakami pieszymi:
- z północy
  - znakowane
    -  – ze Szczawnicy na Szafranówkę (742 m n.p.m.)
    -  – ze Szlachtowej pod Wysoki Wierch (898 m n.p.m.)
    -  – z Jaworek pod Wysoką (przez rezerwat Wąwóz Homole)
    -  – z Jaworek na przełęcz Rozdziela (przez rezerwat Biała Woda)

  - nieznakowane
    - ze Szczawnicy przez Jarmutę (795 m n.p.m.)
    - z Jaworek na Durbaszkę (934 m n.p.m.)
    - z Jaworek doliną Skalskiego Potoku na Smerekową (1013 m n.p.m.) (przez rezerwat Zaskalskie-Bodnarówka – po uzgodnieniu z leśnictwem!)
- z południa
  -  – z Leśnicy na Szafranówkę
  -  – z Przełęczy pod Tokarnią (Lesnicke sedlo) pod Wysoki Wierch
  -  – ze Stranian (Stráňany) pod Wysoką
  -  – z Litmanowej (Litmanova) na Przełęcz Rozdziela[2].

Po grani wiedzie też szlak rowerowy:
Szczawnica – dol. Klimontowskiego Potoku – grań Małych Pienin – Schronisko pod Durbaszką – Jaworki. Na Palenicę (719 m) ze Szczawnicy wjechać można koleją krzesełkową, natomiast z doliny Zaskalskiego w Jaworkach kursuje kolej krzesełkowa na Bukowinki, oddana do użytku w 2009
Schroniska turystyczne
- Schronisko PTTK „Orlica”
- schronisko pod Durbaszką[1].